# Sala de concerto

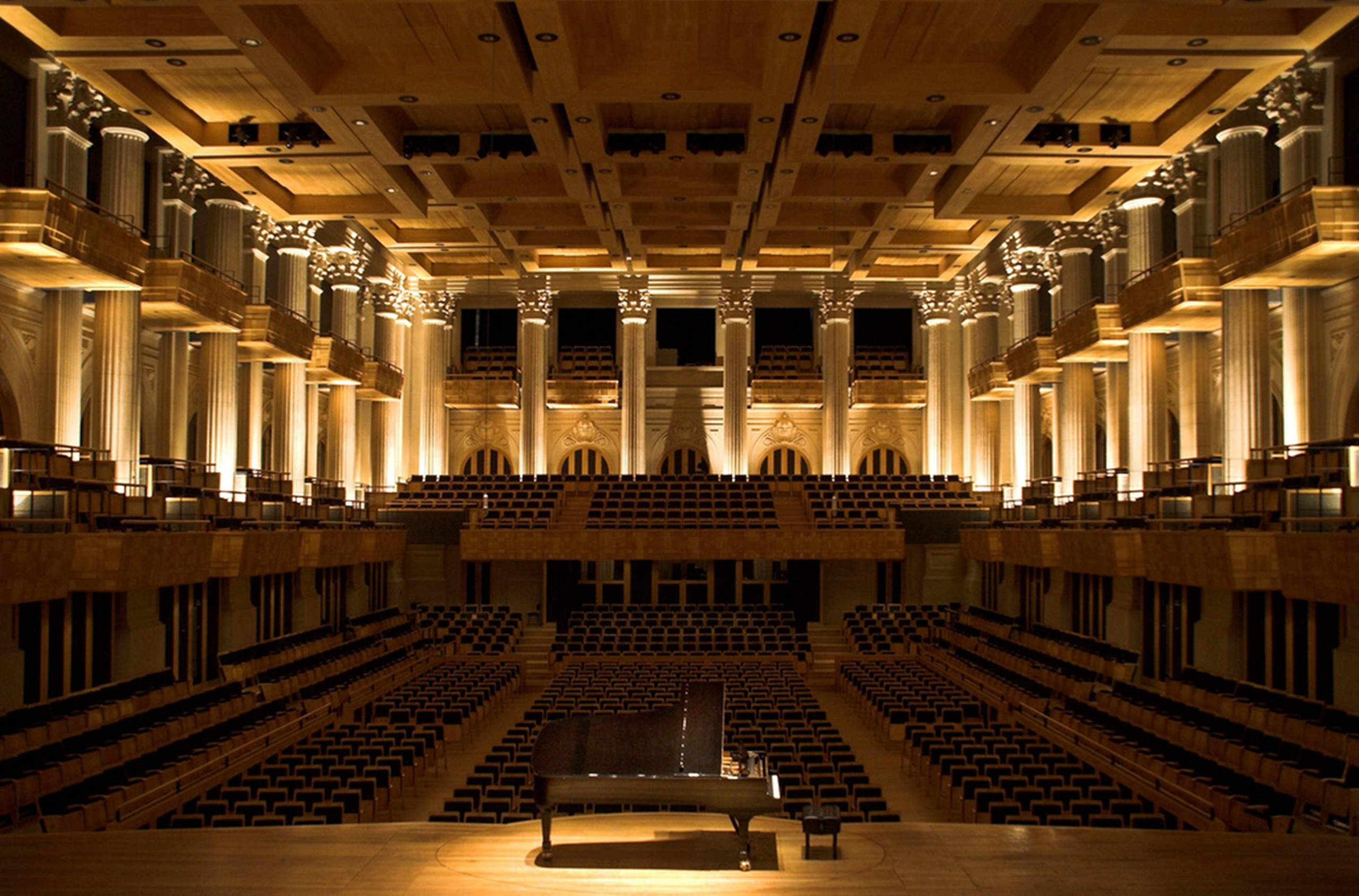
Interior da Sala São Paulo, em São Paulo

Sala de concerto é uma sala de espetáculos exclusiva para concertos sinfônicos e camerísticos.

## História
A partir do surgimento dos primeiros grupos sinfônicos, na segunda metade do século XVIII, a sociedade civil sentiu a necessidade de um local com melhor acústica para apresentações dos novos grupos de musicistas. Os primeiros locais foram as naves de grandes igrejas alemãs, como a Thomaskirche em Leipzig, utilizada para os concertos de Johann Sebastian Bach. Somente no início do século XIX foram inaugurados teatros específicos para música, em Viena, Dresden e Leipzig, como Konzerthaus. O órgão é, muitas vezes, construído junto ao palco.
Mas durante a maior parte do século XIX os grupos sinfônicos, chamados "Filarmônicas" e "Orquestras Sinfônicas", se apresentaram em teatros líricos ou de ópera, onde a acústica favorecia a música sinfônica. Estes teatros foram inaugurados já no século XVII no sul da Itália.

## Europa

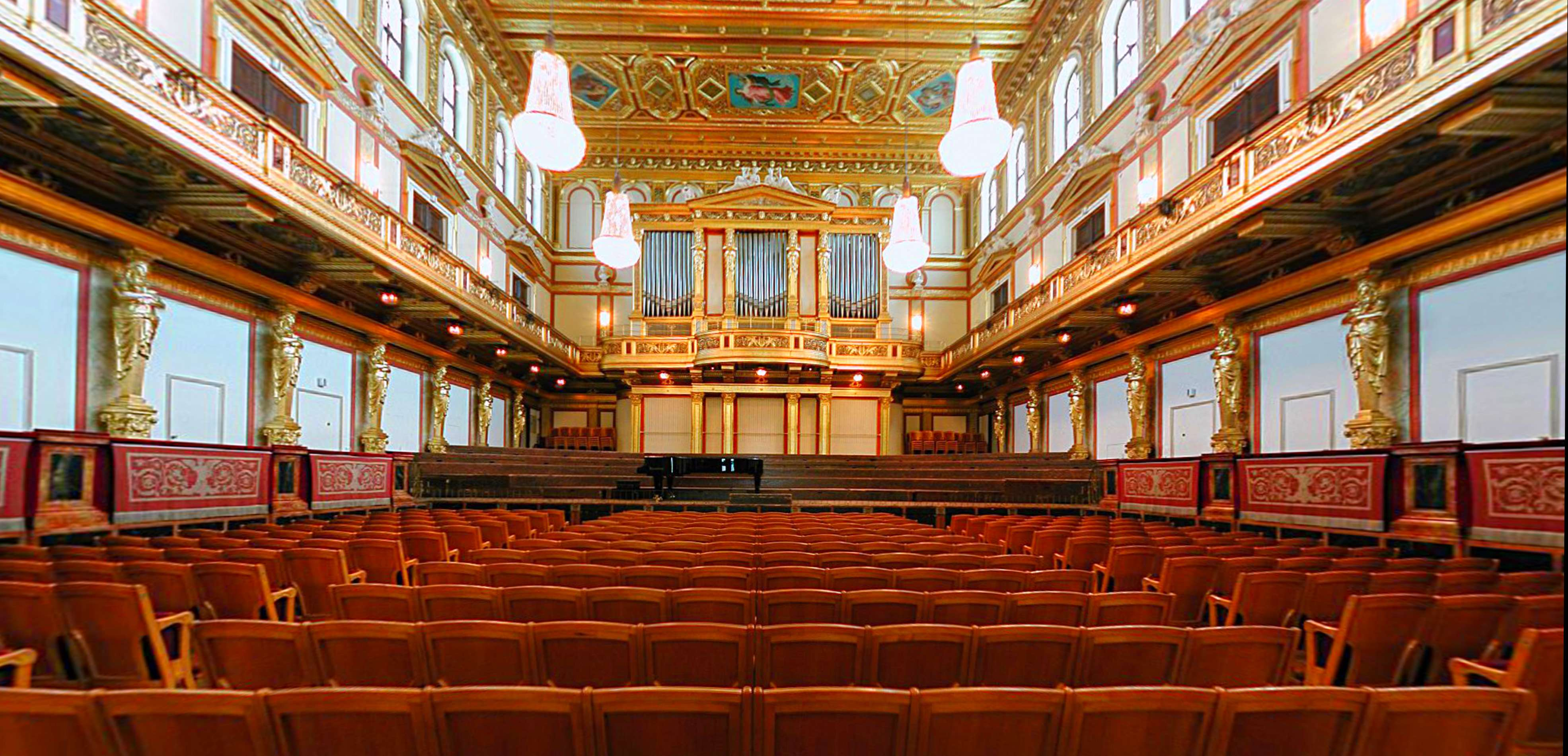
Salão Dourado no Musikverein, em Viena

As mais antigas Salas de Concerto foram inauguradas na segunda metade do século XIX. Podemos destacar o Musikverein em Viena como exemplo perfeito da forma "caixa de sapatos", um módulo retangular com um palco em uma extremidade e o público no térreo mais uma plateia elevada na extremidade oposta à do palco e frisas seguindo longitudinalmente o corpo da sala, o prédio possui 48 metros de comprimento, 19 metros de largura e 18 metros de altura.
Existem outras formas que favorecem a acústica, como a do Royal Albert Hall em Londres, inaugurado em 1870. Em forma circular, como em um circo, com lotação de até 8 000 pessoas, e um palco central.

## Américas

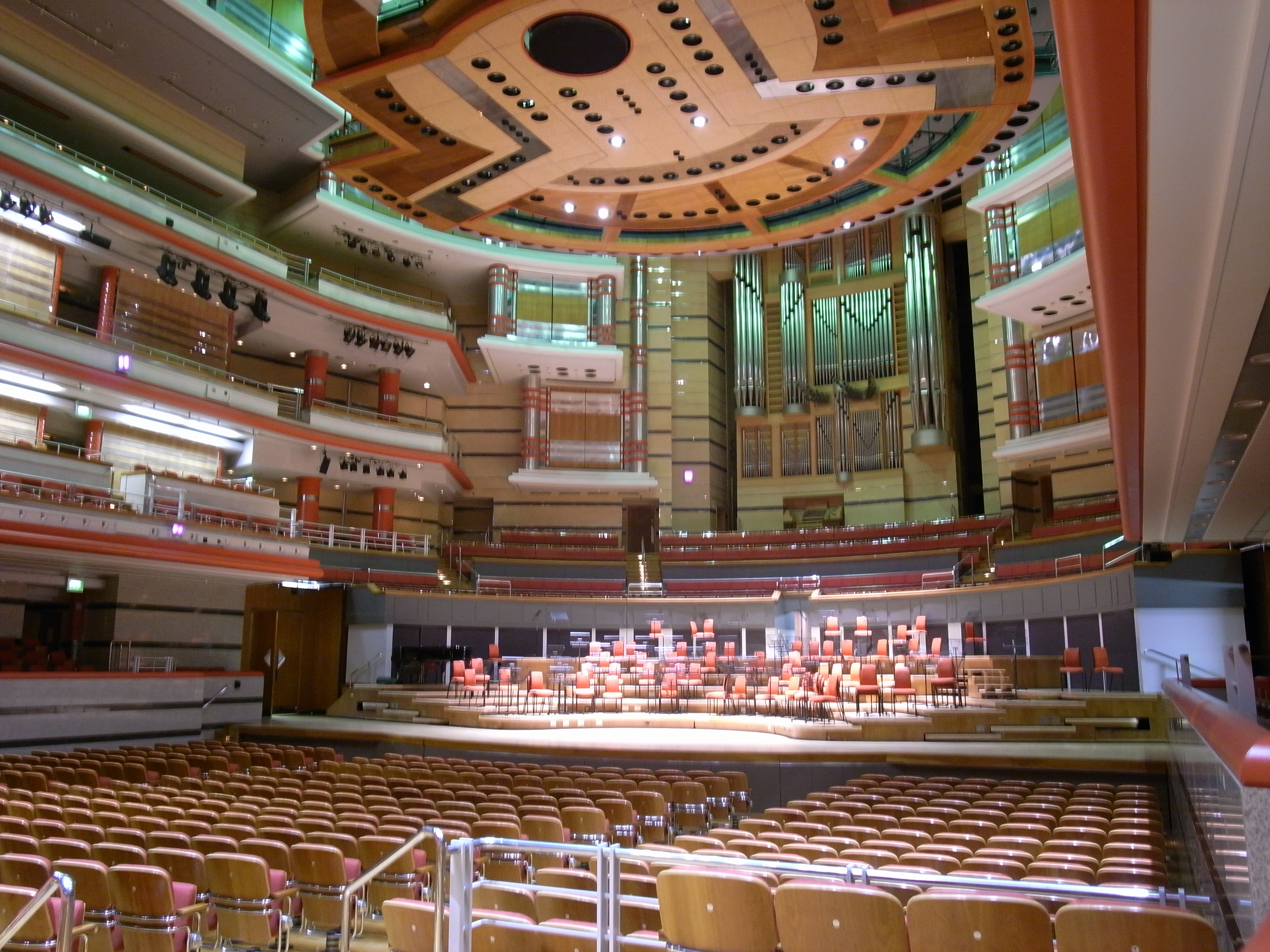
Interior da Sala da Sinfonia em Birmingham

A forma Sala de Concerto, em inglês Concerthall, foi trazida da Europa primeiramente para os Estados Unidos. A mais antiga encontra-se na Nova Inglaterra, em Boston, o Symphony Hall inaugurado em 1900. Em forma de teatro lírico, mas sem o fosso para orquestra, com um órgão em sua parede frontal.
No Brasil a primeira Sala de Concertos foi inaugurada somente em 1999 na cidade de São Paulo, a Sala São Paulo. Baseada na forma longitudinal do Concertgebouw de Amesterdã, foi implantada no salão central de uma antiga estação de trens. É considerada umas das melhores acústicas do mundo, é a sede da OSESP a Orquestra Sinfônica do Estado de São Paulo.
Estão previstas inaugurações de outras salas. No Rio de Janeiro já há a Sala Cecília Meireles, e para as apresentações da Orquestra Sinfônica Petrobras é utilizado o Teatro Municipal do Rio de Janeiro. Ainda no Estado do Rio, na Barra da Tijuca será inaugurado um novo complexo de artes musicais, sendo sede da Orquestra Sinfônica Brasileira, a chamada Cidade da Música em 2008. No Rio Grande do Sul, em Porto Alegre, à Orquestra Sinfônica de Porto Alegre, 2010. E no Distrito Federal, o Palácio da Cultura, para 2020.